# Ashes Tour 1986/87
Die Ashes Tour 1986/87 war die Tour der englischen Cricket-Nationalmannschaft, die die 54. Austragung der Ashes beinhaltete, und wurde zwischen dem 14. November 1986 und 15. Januar 1987 durchgeführt. Die Ashes Series 1986/87 selbst wurde in Form von fünf Testspielen zwischen Australien und England ausgetragen. Austragungsorte waren jeweils australische Stadien. Die Tour beinhaltete neben der Testserie eine Reihe weiterer Spiele zwischen den beiden Mannschaften im Winter 1986/87. Die Testserie wurde von England mit 2–1 gewonnen.

## Vorgeschichte
Australien spielte zuvor eine Tour in Indien, für England war es die erste Tour der Saison.
Das letzte Aufeinandertreffen der beiden Mannschaften fand in der Saison 1985 in England statt.

## Stadien
Die folgenden Stadien wurden für die Tour als Austragungsort vorgesehen.
| Stadion                  | Stadt     | Kapazität | Spiele  |
| ------------------------ | --------- | --------- | ------- |
| Adelaide Oval            | Adelaide  | 53.583    | 3. Test |
| The Gabba                | Brisbane  | 42.000    | 1. Test |
| Melbourne Cricket Ground | Melbourne | 100.024   | 4. Test |
| WACA Ground              | Perth     | 20.000    | 2. Test |
| Sydney Cricket Ground    | Sydney    | 48.000    | 5. Test |

## Kaderlisten
Die folgenden Kader wurden von den Mannschaften benannt.
| Test | Test |
| Australien | England |
| --- | --- |
| - David Boon - Allan Border - Greg Dyer - Merv Hughes - Dean Jones - Geoff Lawson - Geoff Marsh - Greg Matthews - Greg Matthews - Craig McDermott - Bruce Reid - Greg Ritchie - Peter Sleep - Mark Taylor - Steve Waugh - Dirk Wellham - Tim Zoehrer | - Bill Athey - Ian Botham - Chris Broad - Phil DeFreitas - Graham Dilley - Phil Edmonds - John Emburey - Mike Gatting - David Gower - Allan Lamb - Jack Richards - Gladstone Small - James Whitaker |

## Tour Matches
| 24. – 27. Oktober Scorecard | Brisbane | England XI 135 (56.4) & 339 (63.2) | – | Queensland 311-7d (117) & 164-5 (50.3) |
|                             |          | Queensland gewinnt mit 5 Wickets   |   |                                        |

| 31. Oktober – 3. November Scorecard | Adelaide | South Australia 305-8d (101) & 269 (95.1) | – | England XI 407 (102.4) & 169-5 (53.2) |
|                                     |          | England XI gewinnt mit 5 Wickets          |   |                                       |

| 7. – 10. November Scorecard | Perth | Western Australia 275 (79.4) & 207-8d (207.8) | – | England XI 152 (50.5) & 153-6 (57) |
|                             |       | Remis                                         |   |                                    |

| 21. – 23. November Scorecard | Newcastle | England XI 197 (85.3) & 82 (37.4)     | – | New South Wales 181 (94.4) & 99-2 (48.1) |
|                              |           | New South Wales gewinnt mit 8 Wickets |   |                                          |

| 5. – 9. Dezember Scorecard | Melbourne | Victoria 101 (52) & 345 (131.1) | – | England XI 263 (68.5) & 184-5 (45.1) |
|                            |           | England gewinnt mit 5 Wickets   |   |                                      |

| 18. – 21. Dezember Scorecard | Hobart | Tasmanien 79 (50.2) & 167 (56.3) | – | England XI 342-9d (94.5) |
|                              |        | England gewinnt mit 96 Runs      |   |                          |

## Tests

### Erster Test in Brisbane
| 14. – 19. November Scorecard | Brisbane | England 456 (134) & 77-3 (22.3) | – | Australien 248 (104.4) & 282 (116.5) (f/o) |
|                              |          | England gewinnt mit 7 Wickets   |   |                                            |

### Zweiter Test in Perth
| 28. November – 3. Dezember Scorecard | Perth | England 592-8d (170.1) & 199-8d (53.3) | – | Australien 401 (134.4) & 197-4 (97) |
|                                      |       | Remis                                  |   |                                     |

### Dritter Test in Adelaide
| 12. – 16. Dezember Scorecard | Adelaide | Australien 514-5d (171) & 201-3d (90) | – | England 455 (148.4) & 39-2 (23) |
|                              |          | Remis                                 |   |                                 |

### Vierter Test in Melbourne
| 26. – 28. Dezember Scorecard | Melbourne | Australien 141 (54.4) & 194 (73.4)            | – | England 349 (120.5) |
|                              |           | England gewinnt mit einem Innings und 14 Runs |   |                     |

### Fünfter Test in Sydney
| 10. – 15. Januar Scorecard | Sydney | Australien 343 (144.5) & 251 (117) | – | England 275 (94) & 264 (114) |
|                            |        | Australia gewinnt mit 55 Runs      |   |                              |